# (5290) Langevin
(5290) Langevin  es un asteroide perteneciente al cinturón de asteroides, descubierto el 30 de julio de 1990 por Henry E. Holt desde el Observatorio Palomar, en Estados Unidos.

## Designación y nombre
Langevin se designó inicialmente como 1990 OD4.
Más adelante fue nombrado en honor al astrofísico francés Yves Langevin (n. 1951).

## Características orbitales
Langevin orbita a una distancia media del Sol de 2,7342 ua, pudiendo acercarse hasta 2,5630 ua y alejarse hasta 2,9054 ua. Tiene una excentricidad de 0,0626 y una inclinación orbital de 11,2020° grados. Emplea en completar una órbita alrededor del Sol 1651 días.

## Características físicas
Su magnitud absoluta es 12,4. Tiene 17,957 km de diámetro. Su albedo se estima en 0,098.